# اوژخووکا (استان اشوی‌داشکسیه)
اوژخووکا (به لهستانی: Orzechówka) یک منطقهٔ مسکونی در لهستان است که در گمینا بوزنتن واقع شده‌است. اوژخووکا ۲۱۰ نفر جمعیت دارد.